# Eduard Torrents i Boqué
Eduard Torrents i Boqué fou un músic i compositor català nascut a La Selva del Camp el 1850.
Als quatre anys ja tocava el piano i als set ja podia substituir el seu pare, que era organista. Als tretze anys es va traslladar a Barcelona i va entrar a l'orquestra del teatre Circo Barcelonés com a violí, alhora que es donava a conèixer per diverses composicions.
El 1873 es va traslladar a París per perfeccionar la seva educació artística. Més tard va anar a Amèrica amb el violinista Robles, i va ser al Brasil, Uruguai, Paraguai i Argentina, països en els que va fer actuacions amb força èxit. Es va establir a Montevideo i més tard a Buenos Aires on el 1883 va estrenar la seva òpera Gualterio amb un gran èxit.
Va compondre a més a més obres religioses i d'altres gèneres.
A l'Argentina se'l coneix com a Eduardo Torrens Boque. Es desconeix la data del seu traspàs.

## Obres[1]
Música escènica
- 1879-83 - Gualterio
- 1893 - Marangor
- 1895 - La chumbera
- 1899 - Il segreto

Veu i piano
- 1874 - La coqueta porteña

Música de cambra
- 1876 - Ay del herido

Piano
- 1876 - El cielito
- 1876 - El gato porteño
- 1880 - Ayes del alma
- 1882 - Tarantella
- 1887 - Recuerdos de España

Altres obres
- 1866 - El canto de una aldeana
- 1866 - Himno a nuestros valientes del Pacífico
- 1871 - La misteriosa